# Conus tortilis
Conus tortilis é uma espécie de gastrópode do gênero Conus, pertencente a família Conidae.